# Eike Mund
Eike Mund (* 3. März 1988) ist ein deutscher Fußballspieler, der bis 2012 bei der TuS Koblenz unter Vertrag stand.

## Karriere
Als Jugendlicher wechselte Mund 2005 von seinem Heimatverein SG Andernach zur U19-Mannschaft der TuS Koblenz. Bereits nach einem Jahr wurde er in den Kader der 2. Mannschaft berufen und etablierte sich dort als Stammspieler. In den darauf folgenden Jahren absolvierte Mund häufig einige Vorbereitungsspiele mit der 1. Mannschaft der TuS, wurde aber nicht in den Kader berufen. Dies änderte sich nach dem Abstieg der TuS in die 3. Liga. Am 16. Spieltag der Saison 2010/11 wurde er beim 3:0-Sieg der TuS gegen den SV Sandhausen in der 87. Minute eingewechselt und absolvierte seine ersten Minuten als Profi. Seit dem freiwilligen Rückzug der TuS in die Regionalliga West im Sommer 2011 war Eike Mund Stammspieler der 1. Mannschaft. Aufgrund von Verletzungen und einer Sperre verlor Mund seinen Platz in der ersten Elf und erhielt zur Saison 2012/13 keinen neuen Vertrag in Koblenz. Er wechselte daraufhin in die Oberliga zum SV Roßbach/Verscheid.